# Nhà nước Tự do Orange
Orange (tiếng Hà Lan: Oranje-Vrijstaat, tiếng Afrikaans: Oranje-Vrystaat, viết tắt là OVS) là một cộng hòa chủ quyền Boer độc lập tại miền nam châu Phi trong suốt nửa sau thế kỷ 19, và sau đó trở thành thuộc địa của Anh và là một tỉnh liên minh Nam Phi. Đây là tiền thân lịch sử cho đến tỉnh Free State hiện tại. Mở rộng giữa sông Orange và sông Vaal, biên giới được xác lập do vương quốc Liên hiệp Anh và Ireland năm 1848 khi vùng này được tuyên bố là chính quyền sông Orange, với một khu vực bầu cử nghị viện tổng thống Anh tại Bloemfontein.